# Krzyżowa, Świdnica
Krzyżowa [kʃɨˈʒɔva], tyska: Kreisau, äldre stavning Creisau, är en by med omkring 200 invånare i sydvästra Polen, belägen 10 kilometer öster om staden Świdnica. Administrativt tillhör orten Świdnicas landskommun i distriktet Powiat świdnicki i Nedre Schlesiens vojvodskap.
Orten är främst känd för sitt 1700-talsslott som tillhört familjen von Moltke och sin koppling till Kreisaukretsen, en tysk antinazistisk motståndsrörelse under andra världskriget, döpt efter orten.

## Historia
Slottet förvärvades i slutet av 1800-talet av den pensionerade fältmarskalken Helmuth von Moltke den äldre. Hans ättling Helmuth James von Moltke (1907-1945), en av de ledande inom Kreisaukretsen, anordnade i Berghaus tre hemliga möten 1942-1943 där planer för ett demokratiskt maktövertagande efter Hitlers död gjordes upp. Orten var i november 1989 platsen för en tysk-polsk försoningsceremoni, i närvaro av regeringscheferna Helmut Kohl och Tadeusz Mazowiecki. I Krzyżowa finns sedan 1998 en stiftelse för europeiskt ungdomsutbyte.